# Церква Святої Тройці (Микулинці)
Церква Святої Тройці в Микулинцях — чинна парафіяльна церква у смт Микулинці Тернопільського району Тернопільської области. Парафія належить до Теребовлянського благочиння Тернопільської єпархії Православної церкви України

## Історія церкви
19 грудня 1995 року архієпископ Тернопільський і Бучацький Василій освятив та заклав перший камінь під будівництво нової церкви. Йому співслужили настоятель парафії священник Василь Мариновський та священники сусідніх парафій.
Церква була збудована менш ніж за 2 роки коштом місцевої православної громади, яка включає родини з смт Микулинці, сіл Воля та Кривки.
У 1999 році, на день Святої Трійці, архієпископ Тернопільський і Кременецький Іов освятив тимчасовий престол. До 2000-ліття Різдва Христового освятили іконостас.
У 2002 році завершили внутрішній розпис храму, який виконав художник Валерій Лебедь.
На церковному подвір'ї збудовано каплиці святого преподобного Антонія Печерського (покровителя села Кривки) та Матері Божої, а також діє недільна школа.
У 2009 році, у день П'ятдесятниці, архієпископ Тернопільський і Кременецький Іов освятив престол та церкву.
Неподалік від села, біля с. Лучка, над джерелом з цілющою водою, збудована капличка на честь Успіння Пресвятої Богородиці. Її фундатором і будівничим став Михайло Дичко, дяк та керівник церковного хору. Щороку, в останню неділю перед святом Успіння, у капличці проводять урочисті богослужіння.

## Парохи
- о. Василь Мариновський (з 1995).